# Corbélia (ort)
Corbélia är en ort i Brasilien.   Den ligger i kommunen Corbélia och delstaten Paraná, i den södra delen av landet, 1 100 km sydväst om huvudstaden Brasília. Corbélia ligger 639 meter över havet och antalet invånare är 12 725.
Terrängen runt Corbélia är huvudsakligen platt, men österut är den kuperad. Det finns inga andra samhällen i närheten.
Trakten runt Corbélia består till största delen av jordbruksmark. Runt Corbélia är det ganska glesbefolkat, med 32 invånare per kvadratkilometer.